# Мадисон (округ, Кентукки)
Ма́дисон (англ. Madison County) — округ в США, штате Кентукки. По состоянию на 2010 год, численность населения составляла 82 916 человек. Получил своё название в честь четвёртого президента США Джеймса Мэдисона.

## География
По данным Бюро переписи США, общая площадь округа равняется 1148 км², из которых 1141 км² суша и 6 км² или 0,55 % это водоемы.

### Соседние округа
- Фейетт (Кентукки) — север
- Кларк (Кентукки) — северо-восток
- Эстилл (Кентукки) — восток
- Джэксон (Кентукки) — юго-восток
- Роккасл (Кентукки) — юг
- Гаррард (Кентукки) — юго-запад
- Джессамин (Кентукки) — северо-запад

## Демография
По данным переписи населения 2000 года в округе проживает 70 872 жителей в составе 27 152 домашних хозяйств и 18 218 семей. Плотность населения составляет 62 человек на км². На территории округа насчитывается 29 595 жилых строений, при плотности застройки 26 строений на км². Расовый состав населения: белые — 93,01 %, афроамериканцы — 4,44 %, коренные американцы (индейцы) — 0,28 %, азиаты — 0,72 %, гавайцы — 0,02 %, представители других рас — 0,34 %, представители двух или более рас — 1,19 %. Испаноязычные составляли 0,97 % населения.
В составе 31,50 % из общего числа домашних хозяйств проживают дети в возрасте до 18 лет, 53,10 % домашних хозяйств представляют собой супружеские пары проживающие вместе, 10,70 % домашних хозяйств представляют собой одиноких женщин без супруга, 32,90 % домашних хозяйств не имеют отношения к семьям, 25,20 % домашних хозяйств состоят из одного человека, 7,60 % домашних хозяйств состоят из престарелых (65 лет и старше), проживающих в одиночестве. Средний размер домашнего хозяйства составляет 2,42 человека, и средний размер семьи 2,90 человека.
Возрастной состав округа: 21,90 % моложе 18 лет, 18,80 % от 18 до 24, 29,40 % от 25 до 44, 20,10 % от 45 до 64 и 9,80 % от 65 и старше. Средний возраст жителя округа 31 лет. На каждые 100 женщин приходится 93,30 мужчин. На каждые 100 женщин старше 18 лет приходится 90,20 мужчин.
Средний доход на домохозяйство в округе составлял 32 861 USD, на семью — 41 383 USD. Среднестатистический заработок мужчины был 31 974 USD против 22 487 USD для женщины. Доход на душу населения был 16 790 USD. Около 12,00 % семей и 16,80 % общего населения находились ниже черты бедности, в том числе — 17,80 % молодёжи (тех кому ещё не исполнилось 18 лет) и 17,10 % тех кому было уже больше 65 лет.